# Groupes ethniques du Sénégal
L'origine des groupes ethniques du Sénégal est multiple et discutée : les thèses de l'historien et anthropologue Cheikh Anta Diop compatibles avec les traditions orales et écrites des peuples du Sénégal et plus généralement de l'Afrique de l'Ouest, ne font pas l'unanimité dans la communauté scientifique internationale.[réf. nécessaire]
Les ethnies sont nombreuses sur un territoire relativement restreint et l'on peut distinguer des sous-groupes à l'intérieur de plusieurs d'entre elles.

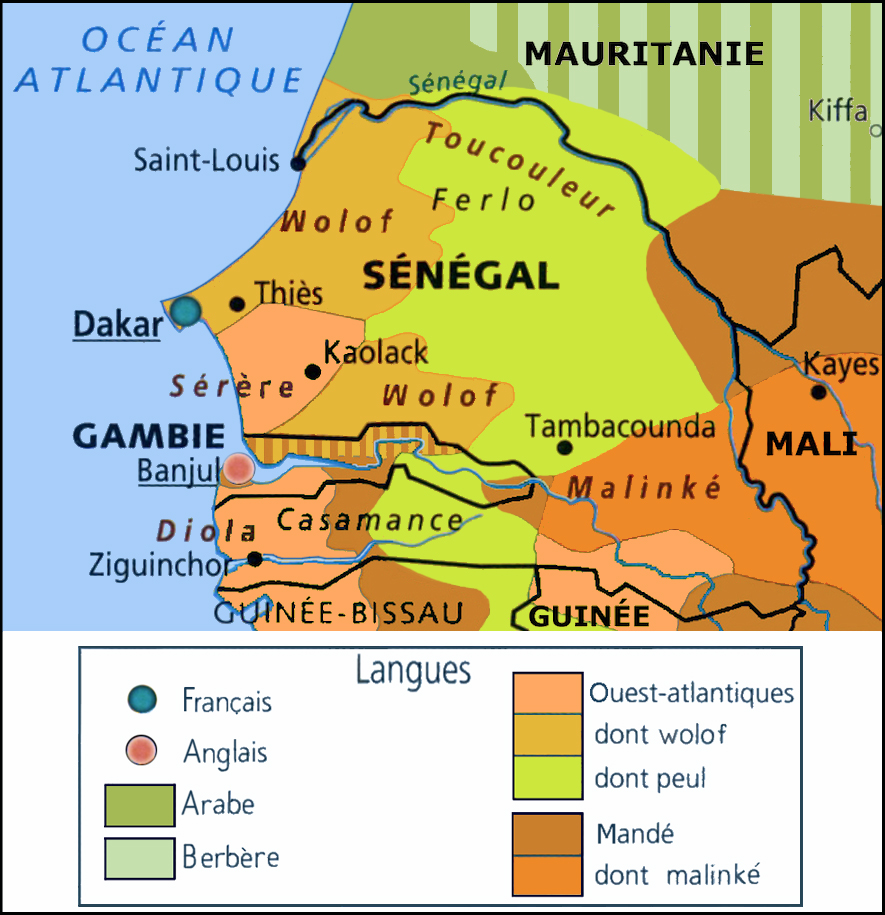
Carte des langues du Sénégal d'après G. G. Beslier, Le Sénégal (1935)

## Aspects méthodologiques
L'usage de catégories ethniques, et a fortiori des comptages les concernant, fait lui-même l'objet d'un débat scientifique et de société, que chaque législation nationale a tranché à sa façon, mais qui n'est pas clos pour autant. Par exemple, le mot Dioulas ou Dyulas signifie « commerçants, marchands » en mandingue et en poular/foulfouldé , en Sarakhole/Soninké : désigne-t-il une ethnie, ou un sous-groupe du groupe linguistique mandé ? De plus, la similitude phonique entre ce groupe et le peuple Diola, lui aussi parfois appelé Dyula, mais de langue bak, accroît encore la confusion. On peut donc s'interroger sur les dénominations des groupes de personnes présents dans la société sénégalaise, dont l'emploi ne rend qu'imparfaitement compte des réalités, soumises depuis longtemps aux mobilités et aux métissages. 
Même si l'on s'y résout, au Sénégal comme ailleurs, les données statistiques disponibles sont difficiles d'emploi car la méthodologie des enquêtes a varié dans le temps. C'est pourquoi le critère linguistique, plus facile à appréhender et moins polémique, est désormais préféré aux classifications ethniques, souvent biaisées par l'ordre colonial mais néanmoins adoptées par des populations qui y puisent un puissant sentiment d'identité. 
Selon une estimation de 2005, on peut identifier au Sénégal une vingtaine de groupes de taille très inégale.

## Principaux groupes

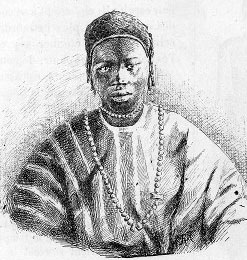
Wolof du Cayor (gravure de 1890)

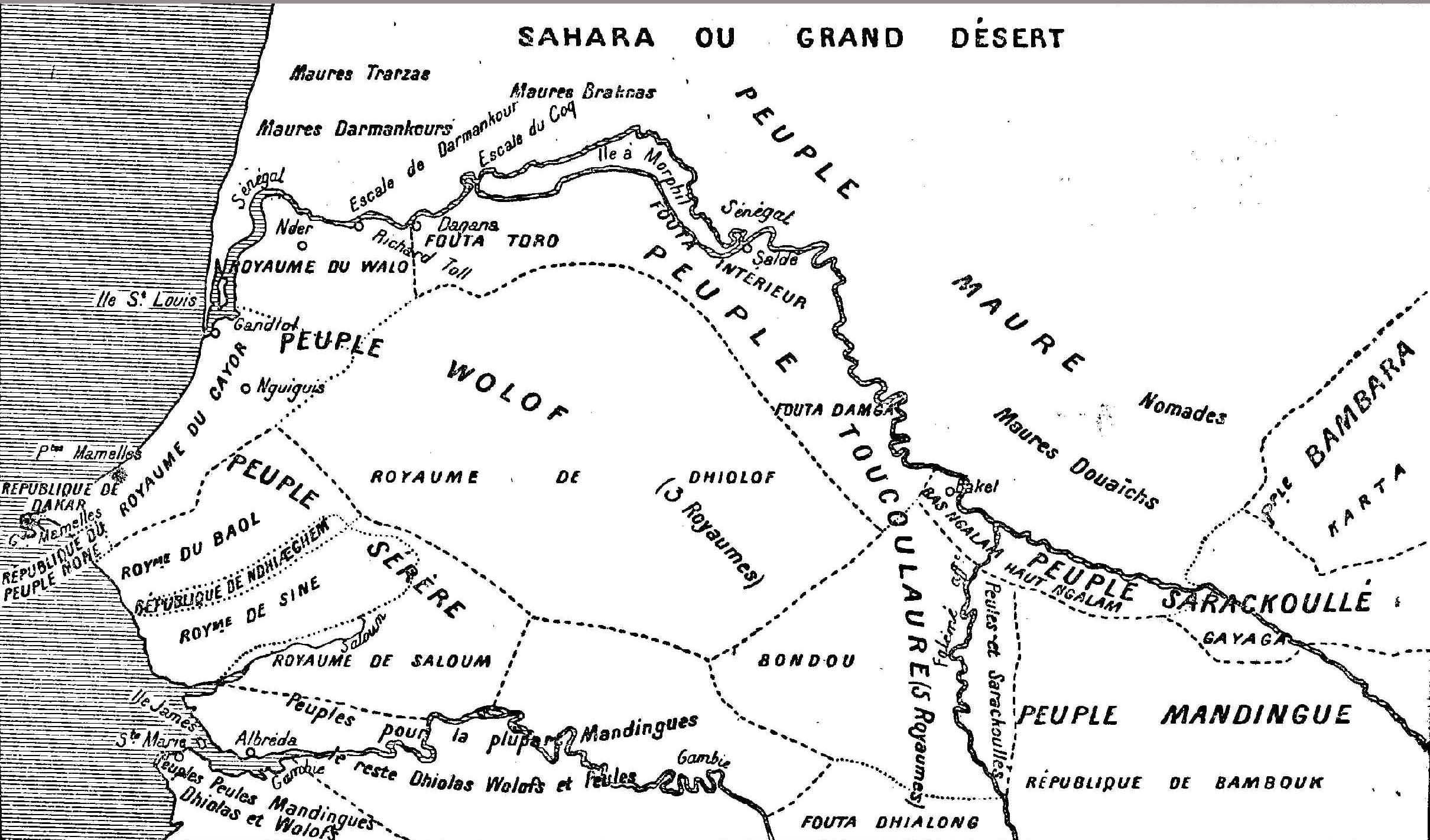
« Les peuplades du Sénégal », carte originale de David Boilat (1853)

Les Wolofs sont les plus nombreux (43,3 %), présents surtout dans l'ouest du pays (Ndiambour au Cayor, Waalo, Baol, Djolof, Saloum), dans le bassin arachidier du centre-ouest et particulièrement dans les grands centres urbains. Les Wolofs sont en majorité musulmans, pour la plupart affiliés aux confréries des Mourides ou des Tidjanes. Les Lébous de la presqu'île du Cap-Vert et de la Petite-Côte leur sont apparentés, mais représentent moins de 1 % de la population. L'influence des Wolofs dans le pays tend à s'accroître, linguistiquement et politiquement : on a pu parler de « wolofisation » du Sénégal.  
Les Halpulaarens (littéralement « ceux qui parlent peul ») constituent le second groupe, composé des Peuls (24,3 %) et des Toucouleurs (9,2 %).Selon les enquêtes, ces deux populations sont tantôt décomptées ensemble, tantôt séparément. On trouve aussi la dénomination de Poulars. Leurs territoires sont topographiquement plus étendus que ceux des Wolofs, mais le plus souvent ce sont des régions faiblement peuplées, comme le Ferlo, la Haute-Casamance, la vallée du fleuve Sénégal surtout peuplée par les Toucouleurs, et le Badiar. Traditionnellement éleveurs et marchands nomades, ils sont aujourd'hui sédentarisés dans leur grande majorité. De nos jours l'exode rural touche davantage les Toucouleurs que les Peuls.
Le troisième groupe est celui des Sérères concentrés dans l’ouest du pays et représentant 10 % de la population. Ils vivent sur la Petite-Côte et dans le Sine-Saloum, notamment dans les îles du delta du Saloum. Les Ndut, les Niominkas, les Safènes et d'autres sous-groupes leur sont proches. Chez les Sérères il y a d'importantes communautés chrétiennes, mais l'islam est majoritaire. Ils ont conservé néanmoins certaines traditions de leur religion africaine antérieure.

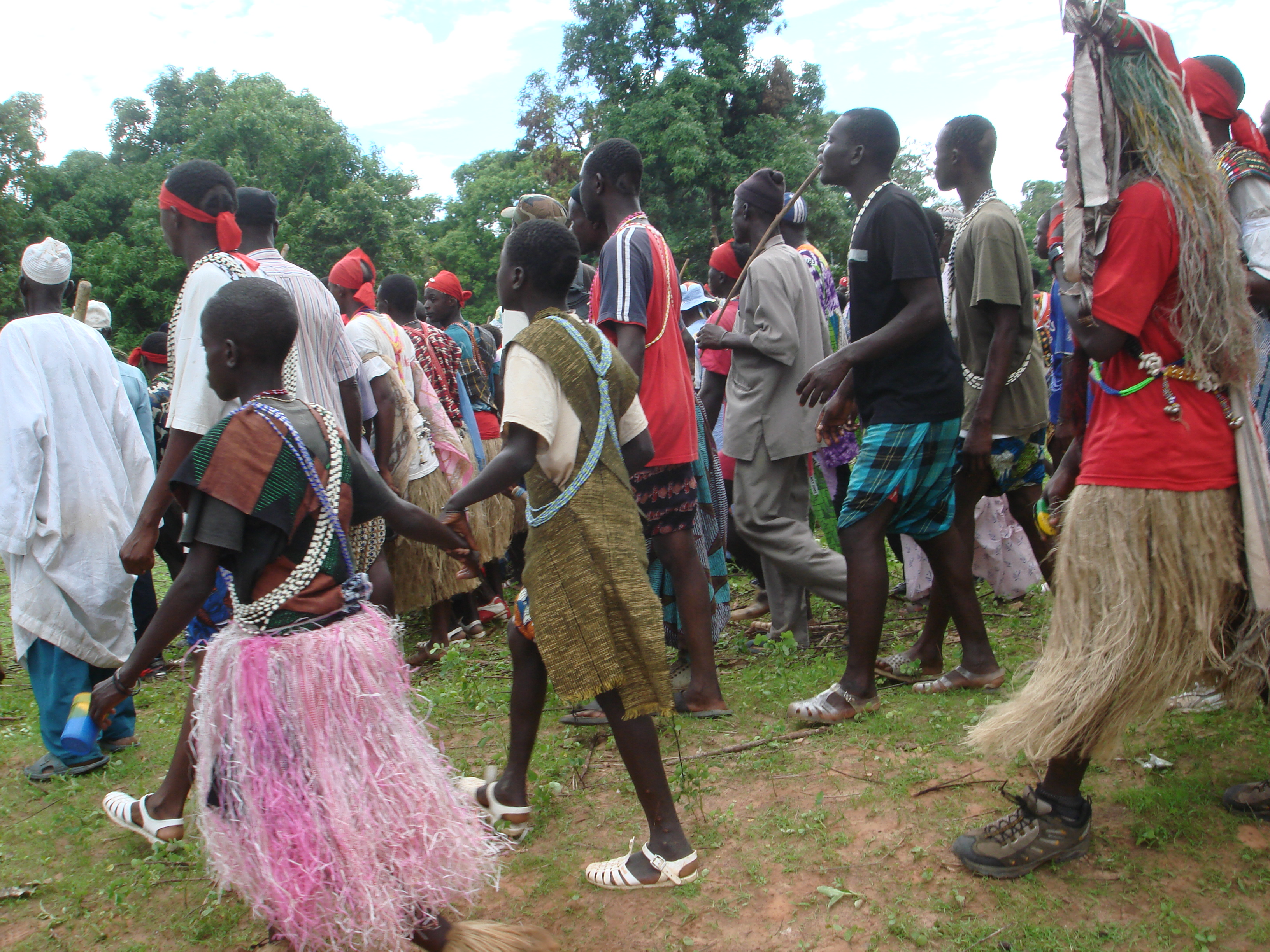
En route pour le boukout de Baïla en pays diola

Les Diolas de langue diola (3,7 %) sont différents des commerçants mandingues appelés Dioulas et vivent pour la plupart en Basse-Casamance où ils pratiquent surtout la riziculture et la pêche. Alors que les Dioulas ont été parmi les premiers peuples africains islamisés, les Diolas ont longuement conservé leur religion traditionnelle africaine avant de commencer à adopter l'islam ou le christianisme au XXe siècle seulement, tout en pratiquant encore des rituels d'origine animiste, qui leur sont reprochés par les chrétiens et les musulmans.
D'autres peuples vivent en Casamance : leur mode de vie est assez semblable à celui des Diolas, mais ils s'en distinguent par leurs langues et sont minoritaires. C'est le cas des Baïnouk, des  Balantes, des Manjaques, des Mancagnes, mais aussi des Karones et des Bandials. 
Outre les Diolas, le grand groupe des Mandingues (2,6 %) compte les Malinkés, les Socés, les Bambaras, les Diakhankés et les Soninkés (1%, dont une grande partie vit le long du fleuve Sénégal et de la Falémé, dans l'ancien Royaume de Galam). Les Soninkés ont été islamisés plus tôt que la plupart des autres groupes. Il existe une importante diaspora, notamment en France, dans la région parisienne.

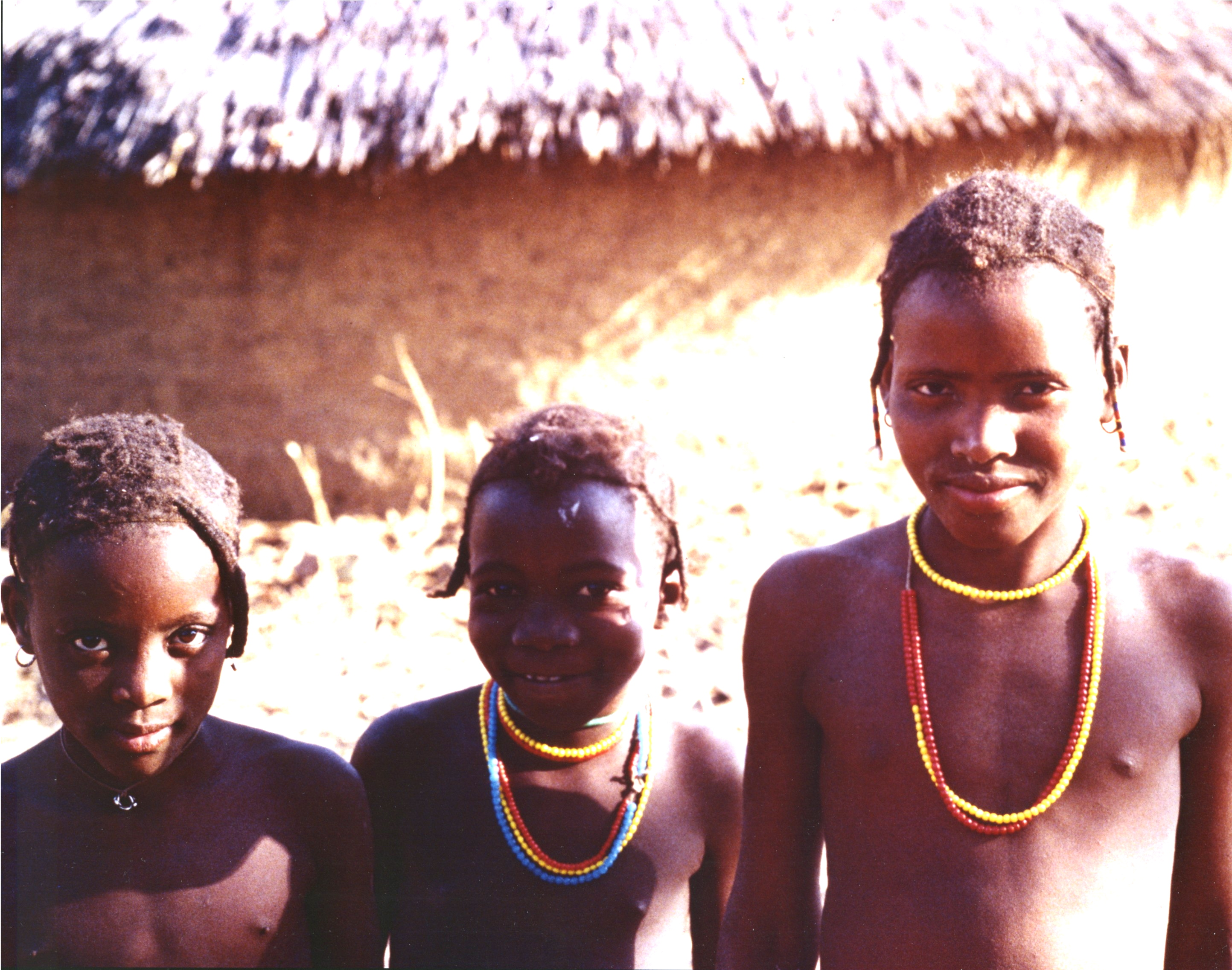
Fillettes bédik à Iwol

Peu nombreux, Bassaris et Bédiks vivent sur les hauteurs du Sénégal oriental, autour de Kédougou. Comme les Coniaguis et les Badiarankés, ils font partie du groupe Tenda.
Le Sénégal accueille en outre beaucoup d'Africains originaires d'autres pays du continent. Il y a de petites communautés ivoiriennes à Dakar, ainsi que des Nigérians, appartenant le plus souvent aux peuples haoussas. Il existe également une importante communauté marocaine plus anciennement implantée que les autres étrangers africains. Les Guinéens et Maliens sont aussi très présents. Les Cap-verdiens, aux racines sénégalaises et portugaises, sont nombreux à avoir obtenu la citoyenneté sénégalaise : ce sont les « Sénégalo-Capverdiens », très nombreux à Dakar.
Les Maures, investis depuis longtemps dans les activités commerciales, sont établis dans le nord et dans les villes ; parmi eux, le sous-groupe des Maures Darmanko est présent au Sénégal depuis des siècles, sur tout le territoire et c'est pourquoi les Maures sont classés comme un groupe ethnique à part entière du Sénégal.    
Enfin en milieu urbain, on rencontre de nombreux commerçants libanais et expatriés Européens.

## Une sphère culturelle commune
Quelles que soient leurs origines, langues, histoires et croyances, les « ethnies » du Sénégal partagent un fond culturel commun, sans véritables barrières culturelles entre elles, où la musique, la gastronomie, l'habillement et diverses traditions se diffusent librement. Ceci a permis au Sénégal d'éviter les guerres ethniques, et les mariages interethniques y sont très fréquents. Toutes les familles comptent parmi elles, plus ou moins, un membre de chaque ethnie. L'islam sénégalais, partagé par 95 % de la population et structuré par des confréries traditionnelles qui n'apprécient pas l'extrémisme et la violence, n'a fait que resserrer la cohésion et la solidarité entre les groupes, renforçant cette tolérance et diffusant les mêmes idéaux religieux. Les valeurs chrétiennes de tolérance et de liberté ont aussi contribué à cette cohabitation paisible. Que ce soit au niveau politique, scolaire ou humanitaire, ces valeurs ont été promues par Léopold Sédar Senghor (premier président), par Elisabeth Diouf (épouse du second président), par les écoles religieuses et par les nombreuses œuvres humanitaires. Les gouvernements successifs, soucieux de maintenir l'ordre et de favoriser l'économie, ont eux aussi cherché à maintenir cette cohésion en adoptant les principes d'un état laïc. 
Ceci est également valable pour les pays de la frange sahélienne, comme le Mali, la Guinée, le Burkina Faso et le Niger qui forment avec le Sénégal une unité culturelle.

## Système de castes
Les groupes ethniques du Sénégal, notamment les Wolofs, étaient dans les temps anciens divisés en catégories sociales distinctes et rigides. Mais de nos jours, ces divisions et autres catégorisations, sans statut légal et purement traditionnelles, tombent progressivement en désuétude. Il n'en reste pas moins que les mariages inter-castes sont encore souvent mal acceptés et ce système de castes est souvent un sujet tabou, de même que l'esclavage autre que celui de la traite négrière occidentale,.
Les castes correspondent le plus souvent à des catégories socio-professionnelles, selon deux groupes principaux :
- Les geer  sont la noblesse sénégalaise, qui ne considère pas former une caste mais être au-dessus des castes. Il leur est interdit d'exercer des métiers manuels sous peine de perdre leur statut, mais ils peuvent être militaires, juristes, propriétaires agricoles ou éleveurs, armateurs, affréteurs des bateaux de pêche, professeurs ou marabouts[11].
- Les neeno ou nyeenyo (ceux qui appartiennent à une caste, contrairement aux geer) forment les castes, divisées en deux sous-groupes de castes :
  - les jef-lekk ou « artisans manuels » qui rassemblent les castes des teug (forgerons, ferronniers), ude (tanneurs, cordonniers, bottiers, selliers), laobe (bûcherons, charpentiers, menuisiers, ébénistes) et maabo (tisserands, teinturiers, couturiers).
  - les griots ou gewel, « artisans de la parole » qui sont conteurs, récitants, transmetteurs des mythes et des traditions, chanteurs, musiciens ou laudateurs.

Environ 300 patronymes dénomment 95% de la population sénégalaise. Comme dans le monde anglo-saxon ou les patronymes Smith ou Brown ne constituent pas des indications suffisantes sur les origines ethniques, géographiques ou professionnelles de la personne, les patronymes sénégalais, dont beaucoup sont également présents dans les pays voisins, ne marquent pas forcément l'appartenance à un groupe, d'autant que le brassage des différents groupes ne cesse de « rebattre les cartes ».

### Liste alphabétique des principaux groupes
Badiaranké - Baïnouk - Balantes - Bambaras - Bandials - Bassari - Bayot - Bédik - Coniaguis - Diakhankés - Diola -  Européens - Jalonké - Karones - Khassonkés - Laobés - Lébous - Libanais - Malinkés - Mancagnes - Mandingues - Manjaque - Maures - Maures Darmanko - Ndut - Niominka - Nones - Papel - Peuls - Sérères - Soninkés - Toucouleurs - Wolofs